# 선소프마모셋쥐
선소프마모셋쥐(Hapalomys suntsovi)는 쥐과에 속하는 설치류의 일종이다. 베트남의 토착종이다.

## 특징
작은 설치류로 머리부터 몸까지 길이는 127~146mm이고, 꼬리 길이는 150~165mm이다. 털이 무성하고 부드럽다. 등 쪽 털은 갈색빛 회색인 반면에 배 쪽은 희다. 옆구리를 따라 구분선이 뚜렷하다. 엄지 발가락을 완전히 마주 보게 할 수 있으며, 발톱이 있다. 머리부터 몸까지 길이 보다 꼬리 길이가 길고, 긴 꼬리 끝이 털 뭉치 형태로 되어 있다.

## 습성
4~5마리의 새끼를 임신한 암컷이 1월에 포획된 기록이 있다.

## 분포 및 서식지
베트남 남주 빈프억 성의 부지아멉국립공원에서만 발견된다. 인근 캄보디아 동부 지역 숲에서도 서식하는 것으로 추정된다. 해발 약 540m의 대나무 숲에서 산다.